# Роскілльський мир

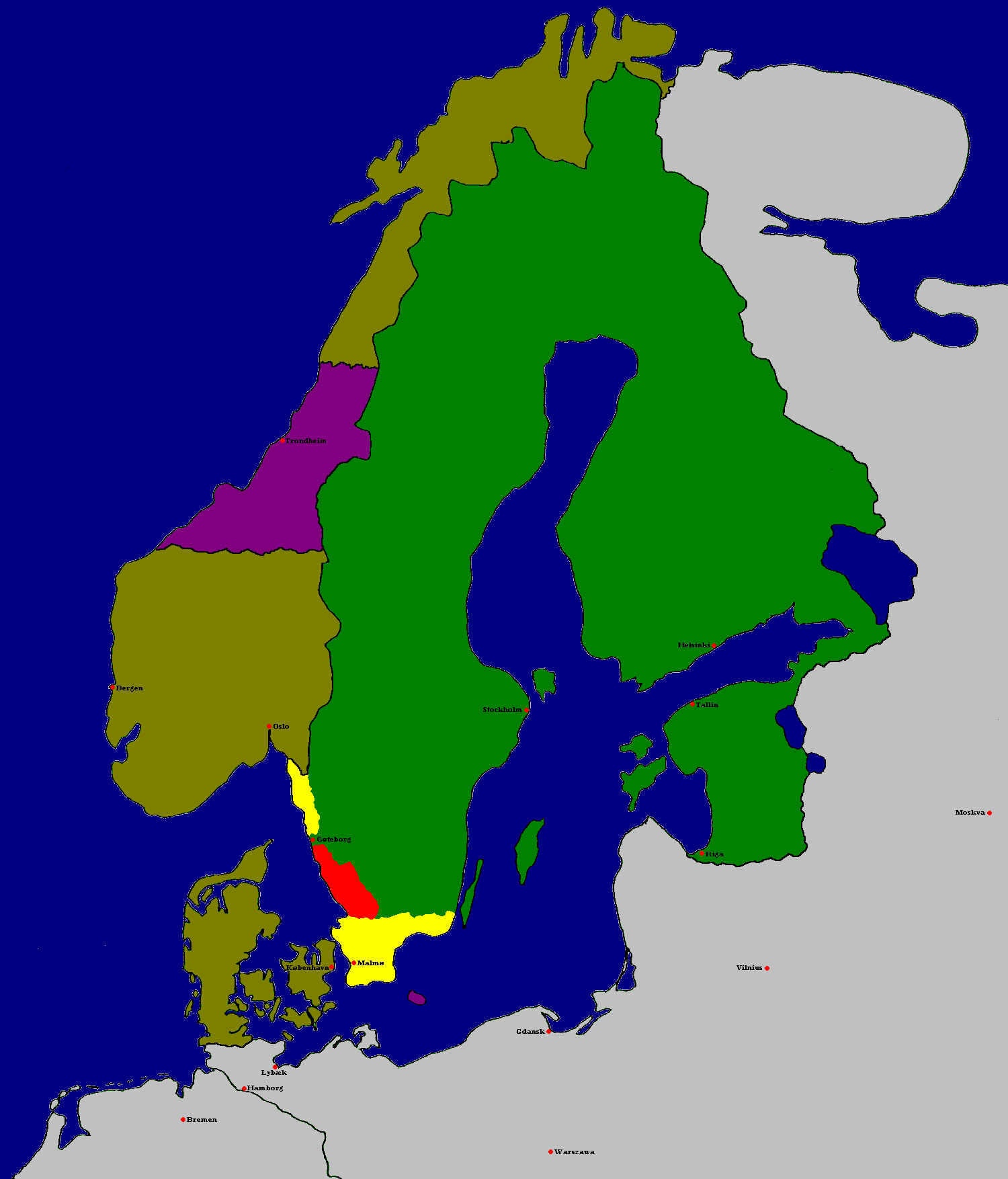
Територіальні набутки Швеції: округ Галланд (показано червоним кольором), округи Сконе та Богуслен (показано жовтим кольором), округи Борнгольм і Тренделаг (показано фіолетовим кольором).

Роскільський мир — мирний договір, укладений між Данією та Швецією 26 лютого 1658 року в місті Роскілле (Данія). Цим миром завершилась дансько-шведська війна 1657—1658 років, розв'язана королем Данії і Норвегії Фредеріком III. Данія, зазнавши поразки від військ Карла X Густава, згодилась на величезні територіальні поступки. До Швеції відійшла зокрема провінція Сконе. Крім того Швеція звільнялася від мит за прохід торговельних суден через протоку Ересунн. Данія також зобов'язалася перешкоджати проходу через протоки в Балтійське море всіх флотів країн, ворожих Швеції.

## Передісторія
У 1658 році король Карл X Густав Шведський здійснив перехід через Бельти і зайняв данський острів Зеландія, чим змусив данців перейти до переговорів. Прелімінарний мирний договір був підписаний в Тааструпі 18 (28) лютого 1658 року, а остаточний — у Роскілле 26 лютого (8 березня) 1658 року.
Швеція також вторглася в Ромсдаль у Західній Норвегії, але місцеві фермери кинули виклик шведським військам і стали активно записуватися в ополчення. У підсумку  шведський губернатор був змушений відправити роту солдатів і 50 кавалеристів для збору податків. Однак загалом окупація була успішною

## Положення договору
Умови мирного договору включали: 

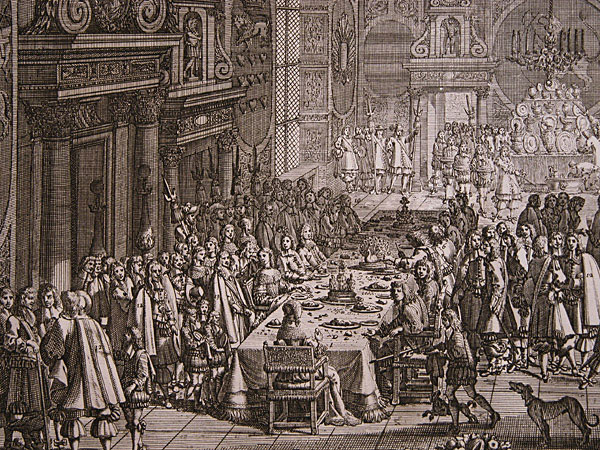

- поступку данської провінції Сконе Швеції;
- поступку данської провінції Блекінге Швеції;
- поступку данський провінції Галланд Швеції;
- поступку данської провінції Борнгольм Швеції;
- поступку норвезької провінції Бохуслен Швеції (це забезпечувало Швеції необмежений доступ до західної торгівлі);
- поступку норвезької провінції Тренделаг Швеції;
- відмова данців від всіх антишведських союзів;
- запобігання данцям проходу будь-яких ворожих шведам військових кораблів через балтійські протоки;
- відновлення герцога Гольштейн-Готторпского в його земельних правах;
- виплату данцям витрат на розміщення шведських окупаційних сил;
- надання данських військ для участі у війнах Швеції[2].